# Channelkirk Parish Church

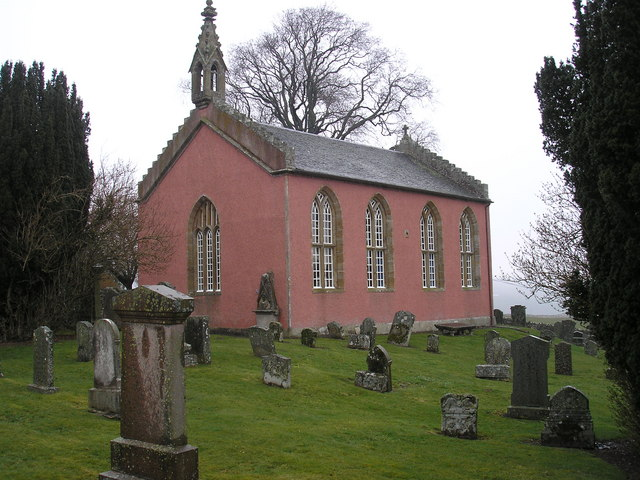
Channelkirk Parish Church

Die Channelkirk Parish Church ist ein Kirchengebäude der presbyterianischen Church of Scotland. Es liegt nahe der schottischen Ortschaft Oxton in der Council Area Scottish Borders. 1971 wurde das Bauwerk in die schottischen Denkmallisten zunächst in der Kategorie B aufgenommen. Die Hochstufung in die höchste Denkmalkategorie A erfolgte 1995.

## Geschichte
Zwischen dem 7. und 9. Jahrhundert wurde am Standort eine Kirche errichtet. Sie war Cuthbert von Lindisfarne geweiht. Im 12. Jahrhundert unterstellte Hugh de Morville die Kirche der Abtei Dryburgh. Bischof David of Bernham konsekrierte das Gebäude am 23. März 1241. Das kreuzförmige Kirchengebäude wurde im Laufe der Jahrhunderte mehrfach umgestaltet.
Nachdem es 1627 teilweise als Ruine darlag, wurde die Reeteindeckung 1653 erneuert. Die dem Heiligen Cuthbert geweihte Kirche wurde um 1650 als Chingalkirk, später auch Chingilkirk(e) verzeichnet. Dieser Name leitet sich möglicherweise von Children’s Kirk ab und reflektiert eine mögliche ehemalige Widmung an die Kinder von Bethlehem. Aus dem 13. Jahrhundert ist die Schreibweise Childins-Kirk erhalten. 1724 wurde das Gebäude erstmals mit Schiefer eingedeckt. Als es Gebäude 1814 baufällig wurde, weigerte sich der Pfarrer solange Gottesdienste abzuhalten bis eine neue Kirche gebaut sei. Die heutige Channelkirk Parish Church wurde daraufhin 1817 fertiggestellt. In derselben Bauphase wurde auch ein neues Pfarrhaus errichtet.

## Beschreibung
Die Channelkirk Parish Church steht isoliert inmitten des umgebenden Friedhofs rund zwei Kilometer nordwestlich von Oxton. Angeblich befand sich am Standort einst ein römisches Fort. Das längliche Gebäude ist schlicht neogotisch ausgestaltet. Portale schließen mit Tudorbögen, während spitzbögige Fenster verbaut sind. Auf dem Westgiebel sitzt ein Dachreiter mit offenem Geläut auf. Die Glocke trägt die Inschrift „For Channonkirk 1702“. Sie stammt aus einem Vorgängerbauwerk.

## Nachreformatorische Pfarrer bis 1896
- Allan Lundie (1611–1614)
- Francis Collace (1615–1625)
- Henry Cockburn (1625–1650)
- David Liddell (1654–1662)
- Henry Cockburn (1662–1663)
- Walter Keyth (1663–1682)
- William Arrott (1683–1696)
- Henry Home (1702–1752)
- David Scott (1752–1792)
- Thomas Murray (1793–1808)
- John Brown (1809–1828)
- James Rutherford (1828–1862)
- James Walker (1862–1884)
- Joseph Lowe (1885–1892)
- Archibald Allan (ab 1892)

(Quelle:)